# Betulio González
Betulio Segundo González (nacido en Santa Bárbara del Zulia, estado Zulia, el 24 de octubre de 1949) es un exboxeador venezolano que fue tres veces campeón mundial del peso mosca mediante dos coronas del Consejo Mundial de Boxeo y una de la Asociación Mundial de Boxeo.

## Biografía
Curiosamente el héroe zuliano es motivado a entrar al deporte de las narices chatas cuando de niño, es llevado a presenciar un cortometraje denominado “Pepe El Toro”, protagonizado por el cantante mexicano Pedro Infante. De allí nació su interés que lo llevó a convertirse en campeón Nacional, Latinoamericano, Centroamericano y del Caribe, en sus primeros pasos por el boxeo amateur.
En el año de 1964, a la edad de quince años, comienza a foguearse como amateur en un improvisado cuadrilátero que un barbero había construido en el patio de su casa situada en Maracaibo donde rápidamente se convirtió en campeón regional. Esta actividad la realizó hasta el año 1968, año en el cual ingresa al boxeo profesional.

### Carrera profesional
Betulio González salta al boxeo profesional en una pelea pautada el 24 de abril de 1968, contra el púgil Elio Monzant, al cual logró noquearlo en el segundo asalto. Dicho evento se realizó en el Estadio Alejandro Borges de Maracaibo, estado Zulia.
Luego de su inicio, el púgil zuliano logró ganar dieciséis peleas de las cuales ocho fueron por la vía del nocaut, siete por puntuación y un empate. Los rivales que sucumbieron ante Betulio fueron José L. Hernández, Fernando “Chico” Ramírez, el mexicano “Pollo” Lara, Héctor Luis Criollo, Evencio Bruguillos,   Hilario Díaz, el colombiano Mario De León, el brasileño Antonio Barbosa, el argentino Nelson Alarcón, Ramón Bravo, el argentino Juan José Brizuela con el cual empató primeramente y luego lo noqueó, nuevamente con Héctor Luis Criollo, el panameño Ismael Escobar, el panameño Catalino Alvarado y Plinio Hernández. Las peleas escenificadas por el zuliano ante los anteriores retadores se realizaron entre 1968 y principios de 1970.
Betulio pierde su primera pelea, el 6 de marzo de 1970 frente al cumanés Félix Márquez, quien le propina un nocaut técnico en el sexto asalto en una pelea realizada en el Nuevo Circo de Caracas. Luego de esta primera derrota, el zuliano se enfrentó ante el colombiano Néstor "Babá" Jiménez a quien pudo ganarle por puntuación, para luego enfrentarse con el dominicano Ignacio Espinal el 8 de mayo de 1970, quien le ganó al criollo por vía de las tarjetas (su segunda derrota) en una pelea realizada en Caracas.
Betulio logra vengarse de manera seguida a los dos púgiles que lo vencieron, ya que para el 5 de junio de 1970 derrota a Félix Márquez en el mismo Nuevo Circo de Caracas, logrando el título venezolano de peso mosca y luego vence a Ignacio Espinal el 4 de agosto del mismo año por nocaut técnico en el décimo asalto, en una pelea realizada en la capital venezolana.
Su racha victoriosa prosigue en el cuatrimestre del año 70 ya que logra vencer a cinco contrincantes más, los cuales fueron el argentino Ubaldo Duarte (en Caracas el 25/09/70 por decisión), al mexicano Salvador Lozano (en San José de Costa Rica el 10/08/1970 por decisión), al mexicano José Cruz García (en Caracas el 02/11/1970 por nocaut técnico en el 6º asalto), y al mexicano Rodolfo López (por nocaut fulminante en el 7º asalto). Abriendo el año 1971 logra vencer el 31 de enero al contrincante Lucio del Río Mosca por nocaut en el 8º asalto, por lo que se hace merecedor de optar a la corona de la Asociación Mundial de Boxeo.
Betulio González viaja a Japón para medirse con el campeón nipón de la AMB Masao Oba el 1 de abril de 1971 en una pelea pautada a quince asaltos en el Paraninfo de la Universidad de Tokio. Los laureles fueron contrarios al venezolano ya que al decidirse por vía de las tarjetas, tanto el árbitro Yusaku Yoshida como los jueces Hiroshi Ugo y Takeo Tezaki, decidieron en favor de su coterráneo. No obstante, los 7000 espectadores que estuvieron presente en el campus universitario pensaron al igual que Betulio, ya que abuchearon la decisión.
Luego de su revés en tierras asiáticas, Betulio no pierde su entusiasmo ya que prosigue su carrera ascendente al ganar las peleas pautadas durante el año 71, puesto que logra vencer al norteamericano Tony Moreno (en Caracas el 05/06/1971 por decisión en el 10º asalto), al dominicano Natalio Jiménez (en Maracaibo el 17/07/1971 por decisión en el 10º asalto) y al filipino San Sacristan (en Caracas el 30/08/1971 por decisión en el 10º asalto). Esta pelea lo hace merecedor de optar a la corona mundial del peso mosca, pero esta vez por el Consejo Mundial del Boxeo.
El 20 de noviembre de 1971 en el estadio de Béisbol "Luis Aparicio El Grande" el pugilista venezolano se midió contra el filipino que ostentaba la corona del peso mosca del CMB Erbito Salavarria. La pelea pautada a quince asaltos se desarrolló de manera irregular ya que en la esquina del filipino se observó que este ingería una sustancia desconocida. Si bien la decisión favoreció al monarca filipino, la Comisión Estatal de Boxeo del Zulia anunció que González debía ser nombrado campeón porque Salavarria había utilizado una sustancia ilegal. Dicha Comisión, confiscó la botella en la esquina de Salavarria y lo remitió al WBC. El 29 de diciembre de 1971, el CMB despojó Salavarria por la utilización de anfetaminas, titulando a Betulio González Campeón Mundial del peso mosca. Pero el pundonor del venezolano estaba por encima de la decisión del Consejo ya que declina la corona y esta queda vacante.
Betulio vuelve al cuadrilátero el 31 de enero del 1972 para vencer al mexicano Salvador "Lobito" Lozano en el sexto asalto por nocaut técnico. Luego vence al puertorriqueño Willie Pastrana el 15 de abril del mismo año por la vía del nocaut técnico en el cuarto asalto, Betulio vuelve a figurar como primer aspirante a la corona vacante del peso mosca por el CMB. 

#### Primera Corona
Con el Olimpo esquivo, puesto que desde su aparición en el boxeo profesional había realizado treinta y cinco peleas, de las cuales solamente tres fueron revés, el venezolano se enfrenta al filipino Sócrates Batoto en el Nuevo Circo de Caracas, el 3 de junio de 1972. Esta vez los dioses estaban de su lado, ya que en el cuarto asalto el filipino besa la lona y Betulio es coronado Campeón Mundial del peso Mosca por el CMB.
Betulio como monarca del peso mosca, lleva a cabo su primera defensa ante el tailandés Venice Borkhorsor el 29 de septiembre de 1972 en el Estadio Kittikachorn de Bangkok, Tailandia. La reñida pelea fue contraria al venezolano ya que a los 2:10 minutos del décimo asalto, Betulio se negó a continuar vista su delicada situación cuando el retador lo había golpeado fuertemente en los últimos tres asaltos, causándole además un corte en la mejilla.
Recuperado de la pelea ante el tailandés, Betulio vuelve a los ensogados el 17 de noviembre de 1972 para medirse ante el filipino Rudy Billones al cual lo noquea en el primer asalto. Luego se mide contra el japonés Osamu Haba venciéndolo en el quinto asalto (en Caracas, el 31/01/1973). Vence igualmente al mexicano Lorenzo "Halimi" Gutiérrez (en Maracaibo el 10/03/1973 por nocaut técnico en el 3º asalto). Sigue su racha contra el mexicano Ricardo Delgado (en Maracay el 10/07/1973 por decisión en el 10º asalto). El púgil venezolano logra nuevamente con esta pelea, aspirar al cetro mundial del peso mosca por el CMB la cual se mantiene vacante, puesto que el monarca tailandés Venice Borkhorsor abandona el título Mosca después de su última pelea contra el mexicano Julio Guerrero.

#### Segunda Corona
El Estadio Luis Aparicio "El Grande" de Maracaibo nuevamente es la plaza donde el venezolano asciende al pináculo del peso mosca del CMB cuando vence al mexicano "El Maestro" Miguel Canto el 4 de agosto de 1973 por la vía de las tarjetas, en una pelea pautada a quince asaltos. Ya como monarca absoluto en su división, vence al colombiano Reinaldo Ramírez (en Caracas el 29/09/1973 por nocaut en el 3º asalto). Prosigue con el mexicano Alberto "Costeñito" Morales (en Caracas el 17/11/1973 por nocaut técnico en el 11º asalto). Vence al nicaragüense Luis Cortez (en Caracas el 30/03/1974 por nocaut técnico en el 2º asalto). Luego de esta pelea, el venezolano es invitado a Fukushima, Japón para defender su corona ante el nipón Shoji Oguma, a quien vence por vía de las tarjetas en una pelea pautada a diez asaltos el 19 de abril de 1974. Luego, es invitado a Venecia para defender su corona ante el italiano Franco Udella el 20 de septiembre de 1974, al cual vence en 10 asaltos por nocaut técnico.
El 1 de septiembre de 1974, el venezolano se enfrenta por segunda vez al contrincante japonés Shoji Oguma, en una pelea pautada a quince asaltos en el paraninfo de la Universidad de Tokio. Como en su primera pelea pautada en ese mismo campus universitario, Betulio pierde por decisión pero ahora su corona, entregándosela al retador nipón.
Despojado de su corona, el venezolano vuelve al ring ante el salvadoreño Mario Méndez, a quien logra vencer (en Caracas el 22/02/1975 por nocaut en el 8º asalto). Se disputa nuevamente con Miguel Canto Solis, pero ahora en la Plaza de toros Monumental de la ciudad mexicana de Monterrey tratando de reconquistar el título que había conseguido el mexicano cuando venció a Shoji Oguma, pero este logra quedarse con la corona cuando lo vence por las tarjetas el 24 de mayo de 1975.
Después de la derrota ante Canto, Betulio logra una seguidilla de once peleas disputadas. Sus retadores fueron el español Mariano García (en Caracas el 26/07/1975 por nocaut técnico en el 2º asalto). El chileno Sergio Omar Villouta (en Caracas el 06/09/1975 por nocaut técnico en el 2º asalto). El argentino Reynaldo Romero (en Caracas el 04/10/1975 por nocaut en el 1º asalto). El mexicano Andrés Reyes (en Caracas el 15/11/1975 por nocaut en el 4º asalto). El mexicano Luis Torres (en Caracas el 01/12/1975 por nocaut en el 3º asalto), al estadounidense Antonio "Tony" Sánchez (en Caracas el 14/02/1976 por decisión en el 10º asalto).  El colombiano Henry Díaz (en Caracas el 11/04/1976 por nocaut técnico en el 8º asalto). El costarricense Félix Madrigal (en Maracaibo el 15/05/1976 por nocaut técnico en el 2º asalto). El nicaragüense Hilde Roche (en Caracas el 20/06/1976 por nocaut en el 2º asalto). El norteamericano Robert Emerson (en Maracaibo el 25/07/1976 por nocaut técnico en el 3º asalto).  Y el mexicano Mario Chávez (en Caracas el 21/08/1976 por nocaut en el 2º asalto).

## Registro profesional
| 76 Ganadas (52 KOs), 12 Derrotas, 4 Empates |         |                        |                            |                 |            |                                                | |
| Resultado                                   | Récord  | Rival                  | Método                     | Asalto - Tiempo | Fecha      | Localización                                   | Título |
| D                                           | 76-12-4 | Rodolfo white          | TKO                        | 8, (10)         | 28-11-1984 | Maracaibo, Venezuela                           | |
| G                                           | 76-11-4 | Pedro Nieves           | TKO                        | 5, (10)         | 17-10-1984 | Maracaibo, Venezuela                           | |
| E                                           | 75–11–4 | Juan blanco            | Decisión                   | 12              | 29-08-1988 | Maracaibo, Venezuela                           | Pelea por el título Nacional venezolano del Peso mosca |
| D                                           | 75-11-3 | Alberto Castro         | PTS                        | 12              | 07-07-1984 | Maracaibo, Venezuela                           | Pelea por el título AMB Fedelatin del peso Mosca |
| G                                           | 75-10-3 | Alberto Algerg         | TKO                        | 1, (10)         | 25-05-1984 | Caracas, Venezuela                             | |
| D                                           | 74-10-3 | Santos Benigno Laciar  | SD(Decisión dividida)      | 15              | 14-08-1982 | Maracaibo, Venezuela                           | Pelea por el título Mundial AMB del Peso mosca |
| G                                           | 74-9-3  | Julio Guerrero         | PTS                        | 10              | 05-06-1982 | Maracay, Venezuela                             | |
| D                                           | 73-9-3  | Juan Herrera           | TKO                        | 7, (15) 1:20    | 19-12-1981 | Mérida, México                                 | Pelea por el título Mundial AMB del Peso mosca |
| G                                           | 73-8-3  | Ramon L Pérez          | PTS                        | 10              | 21-11-1981 | Maracay, Venezuela                             | |
| G                                           | 72-8-3  | Peter Mathebula        | KO                         | 6, (10)         | 04-10-1981 | Maracay, Venezuela                             | |
| G                                           | 71-8-3  | Peter Mathebula        | TKO                        | 10, (10)        | 21-06-1981 | Maracaibo, Venezuela                           | |
| G                                           | 70-8-3  | Carlos Illescas        | KO                         | 2, (10)         | 28-03-1981 | Maracaibo, Venezuela                           | |
| G                                           | 69-8-3  | Manuel Rios            | TKO                        | 5, (10)         | 06-12-1980 | Maracaibo, Venezuela                           | |
| G                                           | 68-8-3  | Pascual Polanco        | TKO                        | 5, (10)         | 14-11-1980 | Maracaibo, Venezuela                           | |
| G                                           | 67-8-3  | Arturo Gonzalez        | KO                         | 5, (10)         | 31-10-1980 | Maracaibo, Venezuela                           | |
| G                                           | 66-8-3  | Elias DeLeon           | PTS                        | 10              | 28-06-1980 | Maracaibo, Venezuela                           | |
| D                                           | 65-8-3  | Luis Ibarra            | UD                         | 15              | 17-11-1979 | Maracay, Venezuela                             | Pierde el título Mundial AMB del Peso mosca |
| G                                           | 65-7-3  | Shoji Oguma            | KO                         | 12, (15) 1:12   | 06-07-1979 | Utsunomiya, Japón                              | Retiene el título Mundial AMB del Peso mosca |
| E                                           | 64–7–3  | Shoji Oguma            | Decisión                   | 15              | 29-01-1979 | Hamamatsu, Japón                               | Retiene el título mundial AMB del Peso mosca |
| G                                           | 64-7-2  | Martín Vargas          | TKO                        | 12, (15) 2:05   | 04-11-1978 | Maracay, Venezuela                             | Retiene el título mundial AMB del Peso mosca |
| G                                           | 63-7-2  | Guty Espadas           | MD(Decisión Mayoritaria)   | 15              | 12-08-1978 | Maracay, Venezuela                             | Gana el título mundial AMB del Peso mosca |
| G                                           | 62-7-2  | Rocky Mijares          | TKO                        | 7, (10)         | 08-07-1978 | Maracaibo, Venezuela                           | |
| G                                           | 61-7-2  | Pedro Campoverde       | TKO                        | 2, (10)         | 17-06-1978 | Valencia, Venezuela                            | |
| G                                           | 60-7-2  | Humberto Mayorga       | TKO                        | 2, (10)         | 13-05-1978 | Maracaibo, Venezuela                           | |
| G                                           | 59-7-2  | Raul Valdez            | PTS                        | 10              | 04-03-1978 | Caracas, Venezuela                             | |
| G                                           | 58-7-2  | Carlos Ramon Escalante | TKO                        | 6, (10)         | 30-09-1977 | Maracaibo, Venezuela                           | |
| G                                           | 57-7-2  | Rodolfo Rodríguez      | RTD(Parada por la esquina) | 7, (10)         | 25-06-1977 | Maracaibo, Venezuela                           | |
| G                                           | 56-7-2  | Samuel Machorro        | PTS                        | 10              | 16-04-1977 | Maracaibo, Venezuela                           | |
| G                                           | 55-7-2  | Prudencio Cardona      | KO                         | 3, (10)         | 12-03-1977 | Maracaibo, Venezuela                           | |
| G                                           | 54-7-2  | Valentin Martinez      | TKO                        | 8, (10)         | 13-02-1977 | Maracaibo, Venezuela                           | |
| G                                           | 53-7-2  | Juanito Herrera        | TKO                        | 2, (10)         | 29-11-1976 | Maracaibo, Venezuela                           | |
| D                                           | 52-7-2  | Miguel Canto           | SD(Decisión dividida)      | 15              | 03-10-1976 | Caracas, Venezuela                             | Pelea por el título mundial CMB del Peso mosca |
| G                                           | 52-6-2  | Mario Chávez           | KO                         | 2, (10)         | 21-08-1976 | Maracaibo, Venezuela                           | |
| G                                           | 51-6-2  | Robert Emerson         | TKO                        | 3, (10)         | 25-07-1976 | Maracaibo, Venezuela                           | |
| G                                           | 50-6-2  | Hilde Roche            | KO                         | 2, (12)         | 20-06-1976 | Caracas, Venezuela                             | Gana el título CMB FEDECARBOX del Peso mosca |
| G                                           | 49-6-2  | Felix Madrigal         | TKO                        | 2, (10)         | 15-05-1976 | Maracaibo, Venezuela                           | |
| G                                           | 48-6-2  | Henry Diaz             | TKO                        | 8, (10)         | 10-04-1976 | Caracas, Venezuela                             | |
| G                                           | 47-6-2  | Tony Sanchez           | PTS                        | 10              | 14-02-1976 | Caracas, Venezuela                             | |
| G                                           | 46-6-2  | Luis Torres            | KO)                        | 3, (10)         | 01-12-1975 | Caracas, Venezuela                             | |
| G                                           | 45-6-2  | Andres Reyes           | KO)                        | 4, (10)         | 15-11-1975 | Caracas, Venezuela                             | |
| G                                           | 44-6-2  | Reynaldo Romero        | KO)                        | 1, (10)         | 04-10-1975 | Caracas, Venezuela                             | |
| G                                           | 43-6-2  | Sergio Omar Villouta   | TKO)                       | 2, (10)         | 06-09-1975 | Caracas, Venezuela                             | |
| G                                           | 42-6-2  | Mariano Garcia         | TKO)                       | 2, (10)         | 26-07-1975 | Caracas, Venezuela                             | |
| D                                           | 41-6-2  | Miguel Canto           | SD(Decisión Dividida)      | 15              | 24-05-1975 | Monterrey, México                              | Pelea por el título Mundial CMB del Peso mosca |
| G                                           | 41-5-2  | Mario Méndez           | KO                         | 8, (10)         | 22-02-1975 | Caracas, Venezuela                             | |
| D                                           | 40-5-2  | Shoji Oguma            | SD(Decisión Dividida)      | 15              | 01-10-1974 | Nihon, Japón                                   | Pierde el título Mundial CMB del Peso mosca |
| G                                           | 40-4-2  | Franco Udella          | TKO                        | 10, (15) 2:09   | 20-07-1974 | Lignano Sabbiadoro, Italia                     | Retiene el título Mundial CMB del Peso mosca |
| G                                           | 39-4-2  | Shoji Oguma            | PTS                        | 10              | 19-05-1974 | Koriyama, Japón                                | |
| G                                           | 38-4-2  | Luis cortez            | TKO                        | 2, (10)         | 30-03-1974 | Caracas, Venezuela                             | |
| G                                           | 37-4-2  | Alberto Morales        | TKO                        | 11, (15) 1:40   | 17-11-1973 | Caracas, Venezuela                             | Retiene el título Mundial CMB del Peso mosca |
| G                                           | 36-4-2  | Reinaldo Ramírez       | KO                         | 3, (10)         | 29-09-1973 | Maracaibo, Venezuela                           | |
| G                                           | 35-4-2  | Miguel Canto           | MD(Decisión Mayoritaria)   | 15              | 04-08-1973 | Maracaibo, Venezuela                           | Gana el título Mundial vacante CMB del Peso mosca |
| G                                           | 34-4-2  | Ricardo Delgado        | PTS                        | 10              | 10-07-1973 | Maracay, Venezuela                             | |
| G                                           | 33-4-2  | Lorenzo Gutiérrez      | KO                         | 1, (10)         | 10-03-1973 | Maracaibo, Venezuela                           | |
| G                                           | 32-4-2  | Osamu Haba             | TKO                        | 5, (10)         | 31-01-1973 | Caracas, Venezuela                             | |
| G                                           | 31-4-2  | Rudy Billones          | TKO                        | 1, (10)         | 17-11-1972 | Maracaibo, Venezuela                           | |
| D                                           | 30-4-2  | Venice Borkhorsor      | TKO                        | 10, (15) 2:10   | 29-09-1972 | Bangkok, Tailandia                             | Pierde el título Mundial CMB del Peso mosca(Betulio no salió de su esquina para el décimo asalto) |
| G                                           | 30-3-2  | Socrates Batoto        | TKO                        | 4, (15) 2:29    | 03-06-1972 | Caracas, Venezuela                             | Gana el título Mundial vacante CMB del Peso mosca |
| G                                           | 29-3-2  | Willie Pastrana        | TKO                        | 4, (10)         | 15-03-1972 | Maracaibo, Venezuela                           | |
| G                                           | 28-3-2  | Salvador Lozano        | TKO                        | 6, (10)         | 31-01-1972 | Caracas, Venezuela                             | |
| E                                           | 27–3–2  | Erbito Salavarria      | Decisión                   | 15              | 20-11-1971 | Maracaibo, Venezuela                           | Pelea por el título mundial CMB del Peso mosca (Originalmente victoria para el de filipinas, luego la pelea fue declarada empate cuando salvarria dio positivo para amphetaminas y betulio se negó a ser declarado como campeón. El título fue dejado vacante.) |
| G                                           | 27-3-1  | San Sacristan          | UD                         | 10              | 30-08-1971 | Caracas, Venezuela                             | |
| G                                           | 26-3-1  | Natalio Jiménez        | UD                         | 10              | 17-07-1971 | Maracaibo, Venezuela                           | |
| G                                           | 25-3-1  | Tony Moreno            | UD                         | 10              | 05-06-1971 | Caracas, Venezuela                             | |
| D                                           | 24-3-1  | Masao Ohba             | UD                         | 15              | 01-04-1971 | Nihon, Japón                                   | Pelea por el título mundial AMB del Peso mosca |
| G                                           | 24-2-1  | Lucio Del Rio Mosca    | TKO                        | 8, (10)         | 31-01-1971 | Caracas, Venezuela                             | |
| G                                           | 23-2-1  | Bernabe Villacampo     | SD(Decisión dividida)      | 12              | 21-12-1970 | Caracas, Venezuela                             | Eliminatoria por el título mundial AMB del Peso mosca |
| G                                           | 22-2-1  | Rodolfo Lopez          | TKO                        | 7, (10)         | 30-11-1970 | Caracas, Venezuela                             | |
| G                                           | 21-2-1  | Jose Cruz Garcia       | TKO                        | 6, (10)         | 02-11-1970 | Caracas, Venezuela                             | |
| G                                           | 20-2-1  | Ubaldo Duarte          | PTS                        | 10              | 25-09-1970 | Caracas, Venezuela                             | |
| G                                           | 19-2-1  | Ignacio Espinal        | TKO                        | 10, (10)        | 04-08-1970 | Caracas, Venezuela                             | |
| G                                           | 18-2-1  | Felix Marquez          | SD(Decisión dividida)      | 12              | 05-06-1970 | Caracas, Venezuela                             | Retiene el título nacional venezolano del Peso mosca |
| D                                           | 17-2-1  | Ignacio Espinal        | PTS                        | 10              | 08-05-1970 | Caracas, Venezuela                             | |
| G                                           | 17-1-1  | Nestor Jiménez         | PTS                        | 10              | 17-04-1970 | Caracas, Venezuela                             | |
| D                                           | 16-1-1  | Felix Marquez          | TKO                        | 6, (10)         | 06-03-1970 | Caracas, Venezuela                             | |
| G                                           | 16-0-1  | Plinio Hernández       | TKO                        | 3, (10)         | 20-02-1970 | Caracas, Venezuela                             | |
| G                                           | 15-0-1  | Catalino Alvarado      | TKO                        | 6, (10)         | 12-12-1969 | Caracas, Venezuela                             | |
| G                                           | 14-0-1  | Ismael Escobar         | KO                         | 2, (10)         | 03-11-1969 | Caracas, Venezuela                             | |
| G                                           | 13-0-1  | Hector criollo         | TKO                        | 7, (12)         | 10-10-1969 | Caracas, Venezuela                             | Gana el título nacional venezolano del Peso mosca |
| G                                           | 12-0-1  | Juan Jose Brizuela     | PTS                        | 10              | 16-09-1969 | Maracaibo, Venezuela                           | |
| G                                           | 11-0-1  | Ramon Bravo            | KO                         | 5, (10)         | 08-09-1969 | Caracas, Venezuela                             | |
| E                                           | 10–0–1  | Juan Jose Brizuela     | Decisión                   | 10              | 01-08-1969 | Caracas, Venezuela                             | |
| G                                           | 10-0    | Nelson Alarcon         | PTS                        | 10              | 15-07-1969 | Maracaibo, Venezuela                           | |
| G                                           | 9-0     | Antonio Barbosa        | PTS                        | 10              | 26-05-1969 | Maracaibo, Venezuela                           | |
| G                                           | 8-0     | Mario De Leon          | PTS                        | 10              | 31-03-1969 | Maracaibo, Venezuela                           | |
| G                                           | 7-0     | Hilario Diaz           | PTS                        | 10              | 03-02-1969 | Caracas, Venezuela                             | |
| G                                           | 6-0     | Evencio Bruguillos     | PTS                        | 10              | 25-11-1968 | Nuevo Circo, Caracas, Venezuela                | |
| G                                           | 5-0     | Hector criollo         | TKO                        | 5, (10)         | 22-10-1968 | Maracaibo, Venezuela                           | |
| G                                           | 4-0     | Pollo Lara             | KO                         | 4, (4)          | 17-09-1968 | Maracaibo, Venezuela                           | |
| G                                           | 3-0     | Fernando Ramirez       | TKO                        | 3, (4)          | 09-08-1968 | Cabimas, Venezuela                             | |
| G                                           | 2-0     | Jose L Hernández       | UD                         | 4               | 26-06-1968 | Maracaibo, Venezuela                           | |
| G                                           | 1-0     | Elio Monzant           | TKO                        | 3, (4)          | 24-04-1968 | Estadio Alejandro Borges, Maracaibo, Venezuela | Debut Profesional |

| Predecesor: Erbito Salavarria | Campeón Mundial Mosca del CMB 29 de diciembre de 1971 – 29 de septiembre de 1972 | Sucesor: Venice Borkhorsor |
| Predecesor: Venice Borkhorsor | Campeón Mundial Mosca del CMB 4 de agosto de 1973 – 1 de octubre de 1974         | Sucesor: Shoji Oguma       |
| Predecesor: Guty Espadas      | Campeón Mundial Mosca de la AMB 12 de agosto de 1978 – 17 de noviembre de 1979   | Sucesor: Luis Ibarra       |